# Dolina Śnieżna

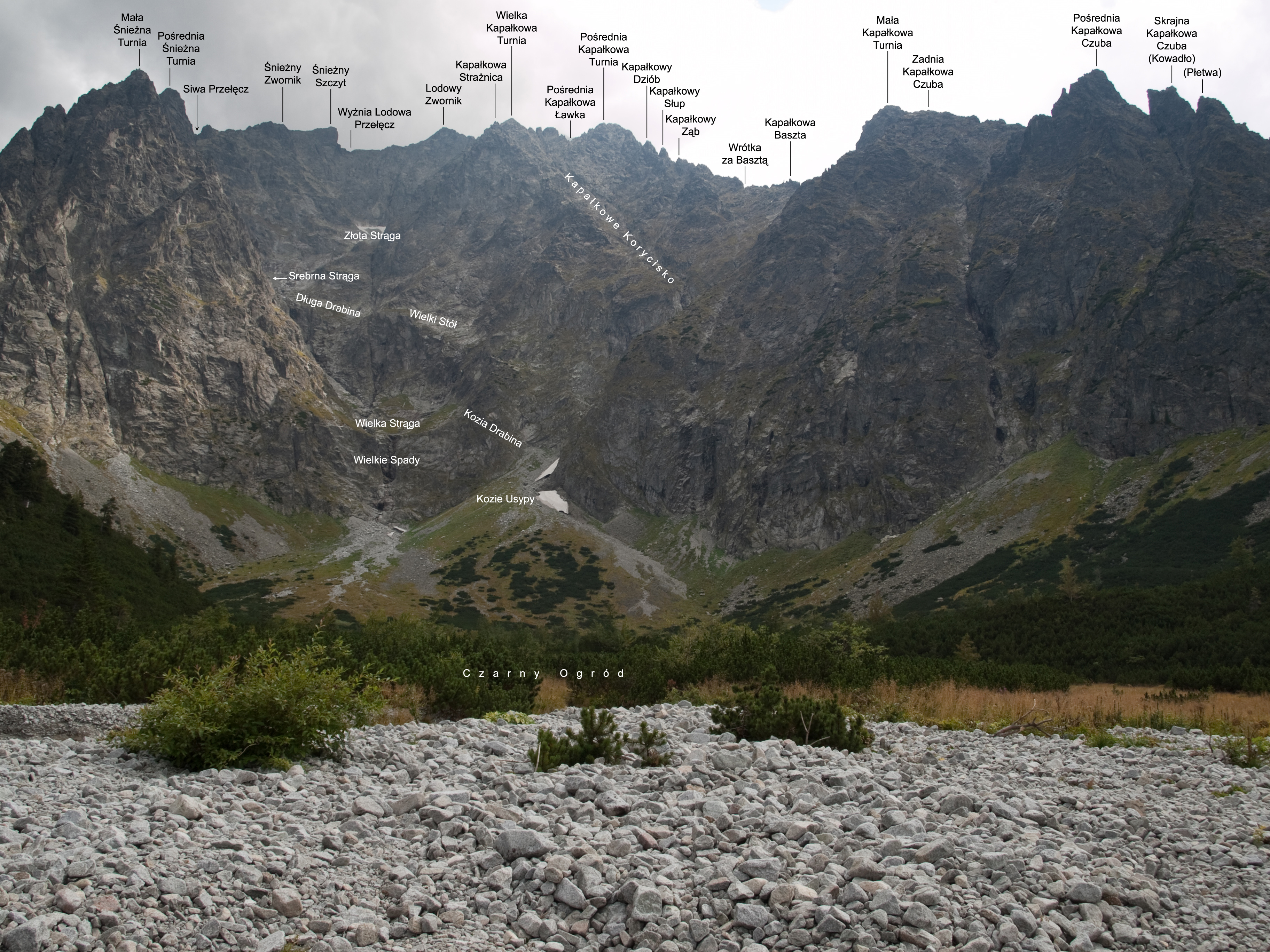
Dolina Śnieżna i jej otoczenie – widok znad Czarnego Stawu Jaworowego (z podpisami)

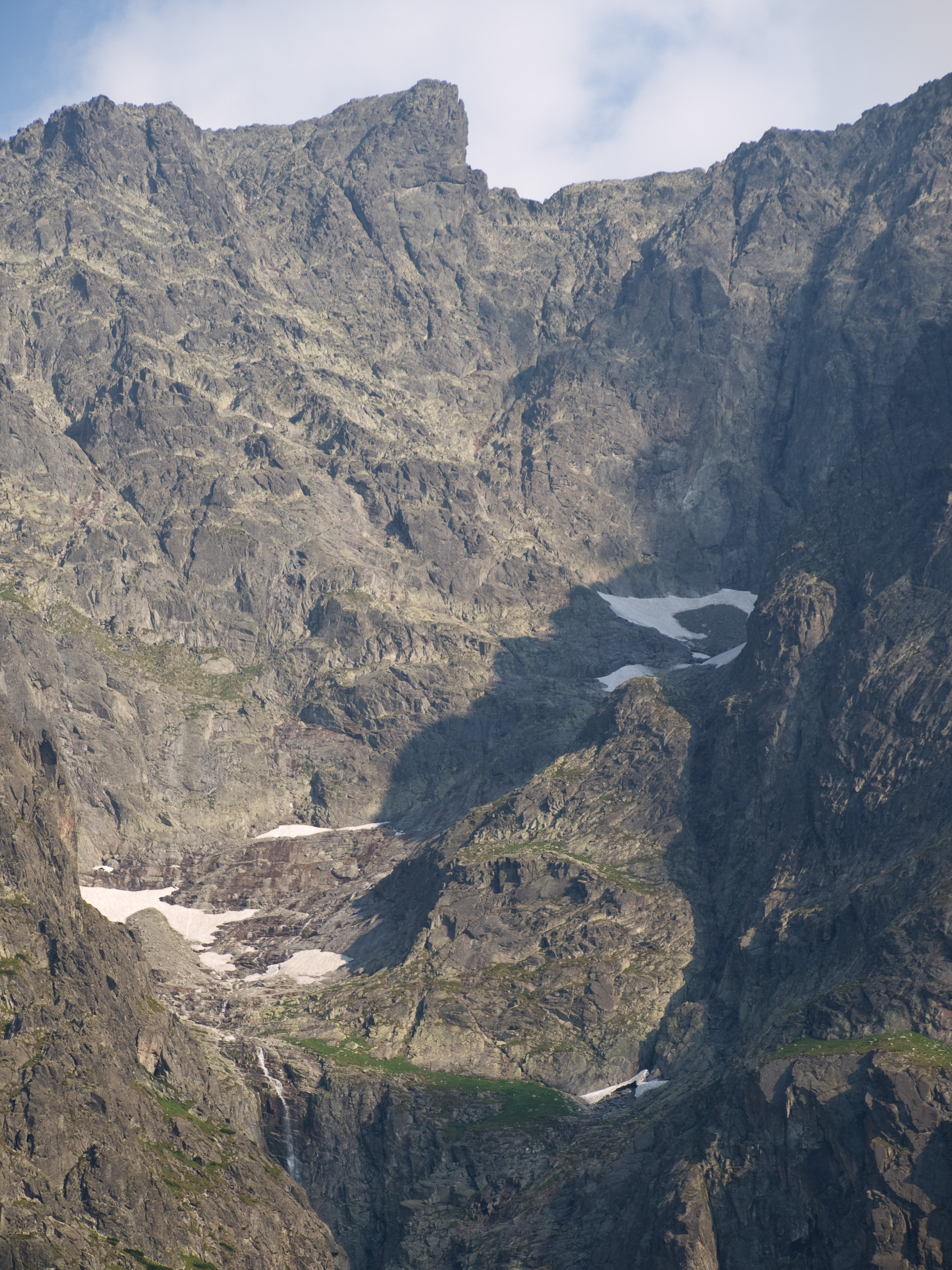
Śnieżny Szczyt i dwa górne piętra doliny – Złota i Srebrna Strąga

Dolina Śnieżna (słow. Ľadová dolinka, niem. Eistal, Großes Eistal, węg. Jég-völgy, Kis-Jég-völgy) – niewielka, wisząca dolina w słowackich Tatrach Wysokich, będąca lewym odgałęzieniem Doliny Czarnej Jaworowej (Čierna Javorová dolina).
Dolina Śnieżna jest ograniczona:
- od północnego wschodu i wschodu przez Śnieżną Grań (hrebeň Snehových veží) z Małą, Pośrednią i Wielką Śnieżną Turnią; za tą granią znajduje się górne piętro Doliny Czarnej Jaworowej – Czarne Młaki – oraz najbardziej wysunięty na zachód z jej końcowych kotłów – Śnieżny Bańdzioch (kotlinka pod Snehovým),
- od południowego wschodu przez krótki odcinek grani głównej Tatr, od Śnieżnego Zwornika (Snehová strážnica) przez Śnieżny Szczyt (Snehový štít, 2465 m n.p.m.) i Wyżnią Lodową Przełęcz (Vyšné Ľadové sedlo, ok. 2420 m) po Lodowy Zwornik (Zadný Ľadový štít, 2512 m); grań ta oddziela Dolinę Śnieżną od Doliny Pięciu Stawów Spiskich (kotlina Piatich Spišských plies),
- od południowego zachodu przez Kapałkową Grań (hrebeň Ľadových veží); na tym odcinku graniczy z Doliną Suchą Jaworową (Suchá dolina).

Dolina Śnieżna utworzona jest przez trzy pochyłe kotły, opadające stromymi progami skalnymi z wodospadami utworzonymi przez Śnieżny Potok. Są to kolejno od dołu:
- Wielka Strąga (Dolný kotol), ok. 1780–1900 m – najobszerniejsze, w większości trawiaste piętro Doliny Śnieżnej, oddzielone od dolnej części Doliny Czarnej Jaworowej (Czarnego Ogrodu) urwistym progiem – Wielkimi Spadami; pośrodku progu Śnieżny Potok tworzy wodospad – Wielką Sikawkę; prawą część Wielkich Spadów ogranicza trawiasto-skalisty zachód – Kozia Drabina umożliwiająca najłatwiejszy dostęp do tego piętra doliny; ku górze Wielka Strąga zwęża się i przechodzi w Srebrną Rozpadlinę – głęboki wąwóz o pionowych ścianach, do lata wypełniony śniegiem i zakończony małym kociołkiem, Srebrnym Cmentarzyskiem, do którego opada Srebrna Sikawka,
- Srebrna Strąga (Prostredný kotol), ok. 2080–2120 m – kocioł o słabo nachylonym dnie utworzonym w większości przez gładkie płyty; od Wielkiej Strągi oddzielona jest wysokim progiem – Pośrednimi Spadami, przez który skacze Srebrna Sikawka; do Srebrnej Strągi dochodzą dwa zachody: Krótka Drabina, przechodząca w poprzek zachodniej ściany Pośredniej Śnieżnej Turni oraz Długa Drabina, biegnąca od Wielkiego Stołu – dużego tarasu w północno-zachodniej ścianie Kapałkowej Strażnicy,
- Złota Strąga (Horný kotol), ok. 2150–2200 m – górne piętro Doliny Śnieżnej, najczęściej wypełnione śniegiem; od Srebrnej Strągi oddzielona jest Zadnimi Spadami ze Złotą Sikawką – jest to próg wyraźnie niższy i mniej stromy niż Wielkie i Pośrednie Spady; do Złotej Strągi biegnie od Śtyrbnej Przełęczy (Zadná Snehová štrbina, ok. 2200 m) Grzesiowa Drabina, do górnego jej kąta uchodzi natomiast Złote Koryto (jego prawa orograficznie, boczna odnoga to Zielone Koryto), rozszerzające się w górze w mały piarżysty kociołek – Złoty Cmentarzyk (ok. 2350 m); od Złotego Koryta biegnie na Siwą Przełęcz (Sivé sedlo, ok. 2315 m) piarżysty zachód – Jankowa Drabina, umożliwiający najłatwiejszy dostęp do Złotej i Srebrnej Strągi.

Nazwa doliny pochodzi od długo zalegających na jej wszystkich piętrach płatów śniegu, tworzących Niżni, Pośredni i Wyżni Kapałkowy Śnieżnik. W upalne lata zdarza się, że płaty te topnieją całkowicie. Dawniej dolina ta była zwana Dolinką Lodową.
Dolina Śnieżna jest najtrudniej dostępną doliną tatrzańską – najłatwiejsze drogi do niej są nieco trudne (I), a przejście z Wielkiej do Złotej Strągi – dość trudne (II) i stanowiące poważną wyprawę taternicką. Na okoliczne szczyty prowadzą liczne drogi wspinaczkowe. Do Doliny Śnieżnej nie prowadzą żadne szlaki turystyczne, widać ją natomiast dobrze z Jaworowej Polany (Javorová poľana) na zielono znakowanej ścieżce prowadzącej z Jaworzyny Tatrzańskiej (Tatranská Javorina) na Lodową Przełęcz (Sedielko, 2372 m).
Do Doliny Śnieżnej docierali myśliwi i poszukiwacze skarbów z Jurgowa już od XVII wieku. Wielką Strągę osiągali oni albo przez Kozią Drabinę, albo drogą koło Wielkiej Sikawki, gdzie istniały wtedy wykute w skale stopnie (zniszczone później przez obryw skalny). Dalsza droga do Srebrnej (a następnie Złotej) Strągi prowadziła przez Srebrną Rozpadlinę i Krótką Drabinę lub też przez Wielki Stół i Długą Drabinę. Dopiero później odkryto łatwiejsze dojście do górnych pięter doliny, ze Śnieżnego Bańdziocha przez Siwą Przełęcz. W owych czasach wierzono, że pod śniegami Wyżniego Kapałkowego Śnieżnika w Złotej Strądze znajduje się Żabie Jeziorko, opisywane w przewodnikach do skarbów. Pierwszymi taternikami w Dolinie Śnieżnej byli Ferdynand Goetel, Walery Goetel i Mieczysław Świerz 23 lipca 1909 roku, natomiast w zimie – Henryk Mogilnicki i Wiesław Stanisławski 29 grudnia 1930 roku.